# Castello Orsini-Odescalchi
Castello Orsini-Odescalchi er et slot beliggende ved byen Bracciano, ca. 40 km. nordvest fra Rom. Slottet blev opført i 1400-tallet
Slottet blev omtalt i flere medier, da skuespillerne Tom Cruise og Katie Holmes blev gift på slottet den 18. november 2006.